# Basti (Népal)
Pour les articles homonymes, voir Basti.
Basti (en népalais : बस्ती) est un comité de développement villageois du Népal situé dans le district d'Achham. Au recensement de 2011, il comptait 3 716 habitants.